# Orde Virtuti Constanti
Op 10 juni 1705 stichtte hertog Adolf Frederik II van Mecklenburg-Strelitz de Orde Virtuti Constanti (Latijn voor "steeds deugdzaam") als huisorde van zijn hertogdom.
De aanleiding voor de stichting was het derde huwelijk van de hertog; hij trouwde met Christiane Emilie Antonie von Schwarzburg-Sonderhausen.
Het kleinood van de orde was een onregelmatig gevormd barok medaillon dat met een hertogskroon verhoogd is. Kroon en medaillon vormen één geheel. Op het kleinood is een zinbeeldige afbeelding geschilderd die een door een windvlaag opvlammend vuur op een vierkant altaar tussen bladranken voorstelt.
Daaronder lezen we de spreuk "CORUS-CAT.ÆSTU.AGITATA".
Op de keerzijde staan de woorden " VIRTUTI CONSTANTI" en de initialen "C.Æ.A","D.M.N." en "P.S." rondom de met een liefdesknoop verbonden wapens van het bruidspaar.
De kleur van het lint van de orde is niet bekend. Het schildvormige kleinood werd met een ring aan een lint gedragen.
Over de orde is weinig bekend.